# Albert Stimming

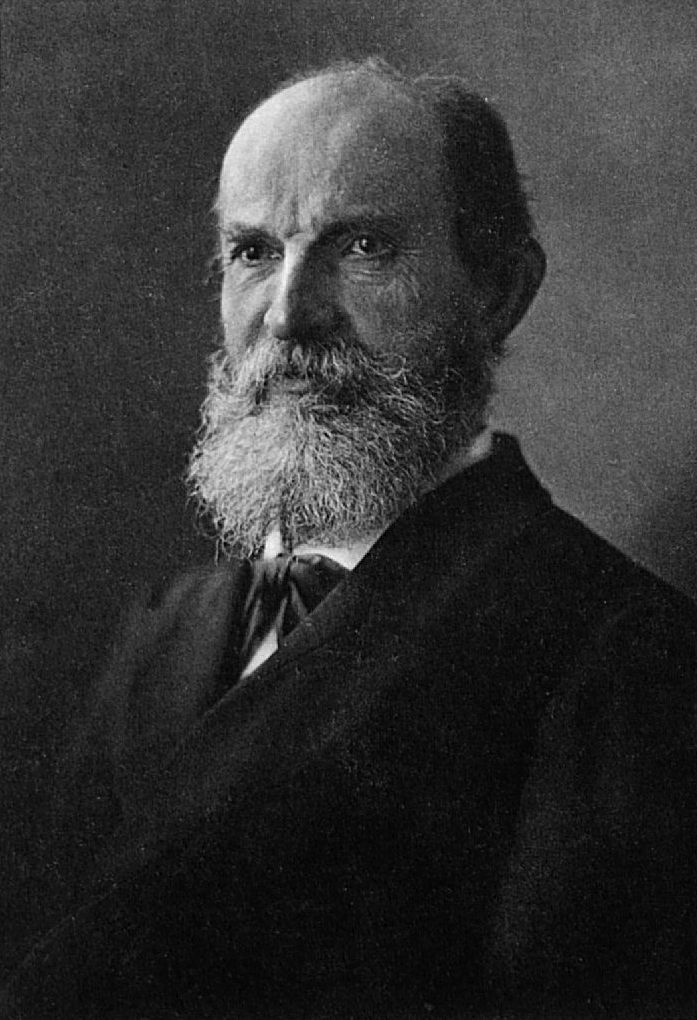
Albert Stimming, 1909

Albert Stimming (* 17. Dezember 1846 in Prenzlau; † 3. Juli 1922 in Göttingen) war ein deutscher Romanist.

## Leben
Stimming studierte Sprachwissenschaften in Berlin bei Adolf Tobler, in Bonn bei Friedrich Diez und in Lüttich. Er schloss sein Studium 1869 in Göttingen mit einer Promotion über François Villon zum Dr. phil. ab. 1870 machte Stimming sein Staatsexamen in Berlin und unterrichtete anschließend an verschiedenen Schulen in Berlin und Kiel. 1872 wurde er Lehrer für Französisch, Englisch und Italienisch an der Kaiserlichen Marineakademie in Kiel. 1873 habilitierte sich Stimming an der Universität Kiel für Romanistik. 1874/75 unternahm er eine Studienreise nach Italien. 1876 wurde er außerordentlicher, ab 1879 ordentlicher Professor für Romanistik an der Universität Kiel. Ab 1892 lehrte Stimming bis zu seiner Emeritierung 1921 an der Göttinger Universität.
Der Neuphilologische Verein Göttingen (seit 1912 Neuphilologische Verbindung Normannia Göttingen) im WKV ernannte ihn zum Ehrenmitglied.

## Leistungen
Stimming betätigte sich vor allem auf dem Gebiet der Textkritik, der Syntax und der Literatur des Mittelalters.
Nachdem seine Dissertation das Leben und Werk François Villons behandelt hatte, wandte sich Stimming der provenzalischen Literatur zu, die über zwei Jahrzehnte sein eigentliches Forschungsgebiet blieb. Er veröffentlichte 1873 die Lieder Jaufré Rudels und 1879 die Lieder Bertrans de Born. Mit seinem Buch Girart von Rossillon lieferte Stimming 1888 einen wichtigen Beitrag zur Geschichte dieses Sprachdenkmals, als auch zur Frage des Ursprungs der Heldenepen überhaupt. Als eine Art Abschluss seiner provenzalischen Arbeiten kann seine Geschichte der provenzalischen Literatur gelten, die 1897 erschien. 
Danach verschob Stimming den Schwerpunkt seiner wissenschaftlichen Arbeit auf das altfranzösische Gebiet. Alle seine folgenden, größeren Veröffentlichungen waren Textausgaben. Zuerst erschien 1899 der anglonormannische Boeve de Haumtone, es folgten die Motette der Bamberger Liederhandschrift (1906) und schließlich als letztes und umfangreichstes Werk seine fünfbändige Ausgabe der drei festländischen Fassungen des Bueve de Hantone (1911–1920).
Stimmings kleinere Arbeiten, zumeist in Zeitschriften erschienen, beschäftigten sich hauptsächlich mit der historischen Syntax, gelegentlich auch mit lautgeschichtlichen Fragen.

## Werke (Auswahl)
- Der Troubadour Jaufré Rudel. Sein Leben und seine Werke. August Hettler, Berlin 1873.
- Bertran de Born. Sein Leben und seine Werke. Niemeyer, Halle/Saale 1879, 2. verb. Auflage 1913.
- Geschichte der provenzalischen Literatur, in: Gustav Gröber (Hrsg.): Grundriß der Romanischen Philologie II,2. Karl J. Tübner, Straßburg 1897, S. 1–69.
- Über den provenzalischen Girart von Rossillon. Ein Beitrag zur Entwickelungsgeschichte der Volksepen. Niemeyer, Halle/Saale 1888.
- Der anglonormannische Boeve de Haumtone. Niemeyer, Halle/Saale 1899.
- Die altfranzösischen Motette der Bamberger Handschrift. Gesellschaft für romanische Literatur, Dresden 1906.
- Der festländische Bueve de Hantone. Gesellschaft für romanische Literatur, Dresden 1911–20 (5 Bände).